# Kanton Ligné
Ligné is een voormalig kanton van het Franse departement Loire-Atlantique. Het kanton maakte deel uit van het arrondissement Ancenis. Het werd opgeheven bij decreet van 25 februari 2014 met uitwerking op 22 maart 2015.

## Gemeenten
Het kanton Ligné omvatte de volgende gemeenten:
- Le Cellier
- Couffé
- Ligné (hoofdplaats)
- Mouzeil